# Actio utilis
Die actio utilis bezeichnet die prätorische Abwandlung der Grundformel eines Klagetyps. 
Von der Modifikation durch die Erweiterung eines Grundtatbestandes machte der Prätor gelegentlich dann Gebrauch, wenn der Ratsuchende aufgrund der an sich stets strengrechtlich anzuwendenden Spruchformel ansonsten keinen Rechtsschutz erfahren hätte. Der Hinweis auf utilis (Brauchbarmachung) ist insoweit als rechtliche Analogie – und damit als richterliche Rechtsfortbildung – zu verstehen.
Ein klassischer Fall in diesem Sinne war die Erweiterung des zu eng gefassten Tatbestandes der lex Aquilia, die durch prätorisches Edikt den vollen Rechtsschutz wegen Sachbeschädigungen gewährte. Die Erweiterung lag darin, dass nicht mehr nur der gesetzlich geschützte Eigentümer einer Sache Rechtsschutz genoss, sondern auch der Nießbraucher. Da das Gesetz zudem nur Sachschäden ahndete, konnten mit der actio utilis auch Körperverletzungen Freier gesühnt werden.
Die actio utilis und die actio in factum wurden ausweislich der Quellenlage häufig nicht streng voneinander unterschieden.